# Cantonul Nancy-Nord
Cantonul Nancy-Nord este un canton din arondismentul Nancy, departamentul Meurthe-et-Moselle, regiunea Lorena, Franța.